# Manoir de Châtelaison
Le manoir de Châtelaison est un manoir situé à Saint-Georges-sur-Layon, en France. L'édifice est inscrit au titre des monuments historiques en 1987 et a obtenu le "prix spécial du jury" VMF "Jardin contemporain et patrimoine"

## Localisation
Le manoir est situé dans le département français de Maine-et-Loire, sur la commune de Saint-Georges-sur-Layon.

## Description
Le manoir de Châtelaison (anciennement "La Grand' Maison") date du début du XVIe siècle. Il montre une façade asymétrique présentant quatre ouvertures principales en pierres de tuffeau moulurées et sculptées de motifs gothique flamboyant. La tourelle excentrée est occupée par un escalier à vis qui donne accès aux deux pièces du rez-de-chaussée, du premier étage ainsi qu'au grenier. Manquent les lucarnes qui, si elles étaient prévues dans la charpente, n'ont vraisemblablement jamais été construites (?). À l'arrière, dominant la rivière "Le Layon", se trouve une construction sensiblement carrée qui se détache de la façade ; ce plan se retrouve sur quelques manoirs angevins. Cette construction est récente, elle a été édifiée lors des restaurations du logis sur les fondations retrouvées au pied du mur, mur qui à l'étage, montrait deux portes murées de moellons. Toutes les menuiseries ont été créées à partir de modèles existants sur des bâtiments de la même époque, équipées de vitraux. La porte d'entrée a pour modèle celle d'un musée du Mans[Lequel ?].

## Historique
Lorsque M. et Mme Gentilhomme rachètent ce manoir en 1985, il est laissé à l'abandon et est dans un état assez délabré. Ils commencent donc à le restaurer : remise en place des fenêtres comme à l'origine, reconstruction de la tour arrière du château et création du « jardin promenade ».